# جیوویناتزو
جیوویناتزو (به ایتالیایی: Giovinazzo) یک کومونه در ایتالیا است که در استان باری واقع شده‌است.

## خصوصیات
جیوویناتزو ۴۳ کیلومترمربع مساحت و ۲۰٬۱۷۷ نفر جمعیت دارد و ۱۸ متر بالاتر از سطح دریا واقع شده‌است.

## خواهرخوانده
شهر گواستالا خواهرخواندهٔ جیوویناتزو هست.